# 本覚寺 (富山市)
本覚寺（ほんがくじ）は、富山県富山市にある浄土真宗（真宗大谷派）の寺院。山号は神保山。本尊は阿弥陀如来。

## 歴史
南北朝時代に飛騨吉城郡袈裟丸村で創建されたと伝える。室町時代に越中へ移転し、婦負郡袋村、ついで同郡富崎村へ移転し神保氏の保護を受けた。 